# Listă de forme de relief pe Ceres

Ceres

Ceres este o planetă pitică din centura de asteroizi care se află între orbitele lui Marte și Jupiter. IAU a adoptat două teme pentru denumirea formelor de relief de pe Ceres: zeități agricole pentru cratere și festivaluri agricole pentru orice altceva. 
Până în 2020, IAU a aprobat nume pentru 151 de forme de relief de pe Ceres: cratere, montes, catenae, rupēs, plana, tholi, planitiae, fossae și sulci.   În iulie 2018, NASA a lansat o comparație a caracteristicilor fizice găsite pe Ceres cu cele similare prezente pe Pământ. 
Piazzi, numită după Giuseppe Piazzi, descoperitorul lui Ceres, este o regiune întunecată la sud-vest de craterul Dantu în imagini de la sol care a fost numită înainte ca Dawn să sosească la Ceres. 

## Prezentare generală a formelor de relief

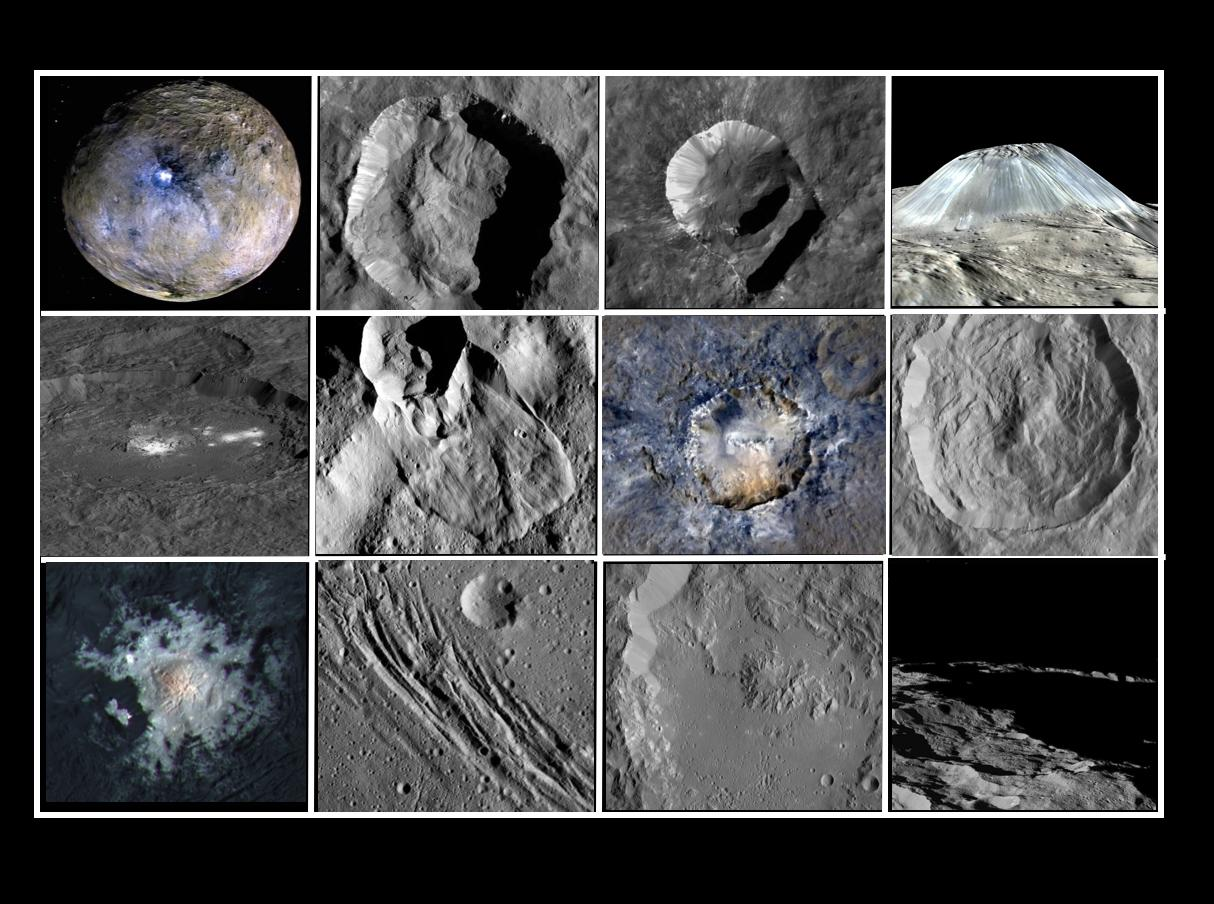
Forme de relief notabile pe Ceres

## Catenae
| Formă de relief | Numită după | Diametru (km) | Imagine |
| --------------- | --- | ------------- | ------- |
| Baltay Catena   | Baltai, un festival agricol Mordvin (mordvinian) din regiunea râului Volga din Rusia | 83,5          |         |
| Gerber Catena   | Gerber, un festival agricol Udmurt ( regiunea Volga-Ural, Rusia ) după semănatul de primăvară din iunie | 100           |         |
| Junina Catenae  | Festa Junina, festival brazilian cu temă rurală, care are loc în iunie, la sfârșitul sezonului ploios, pentru a mulțumi pentru ploaia fertilă                                                                                                | 263           |         |
| Pongal Catena   | Thai Pongal, festivalul recoltei tamil, ținut la mijlocul lunii ianuarie, un moment pentru a mulțumi naturii | 95,5          |         |
| Samhain Catenae | Samhain, festivalul galic de la sfârșitul sezonului de recoltare, care a fost observat în Irlanda și Scoția timp de șapte zile în octombrie și noiembrie, aproape la jumătatea distanței dintre echinocțiul de toamnă și solstițiul de iarnă | 715           |         |
| Uhola Catenae   | Uhola, un festival al recoltei nigerian ( Zuru ) | 400           |         |

## Cratere

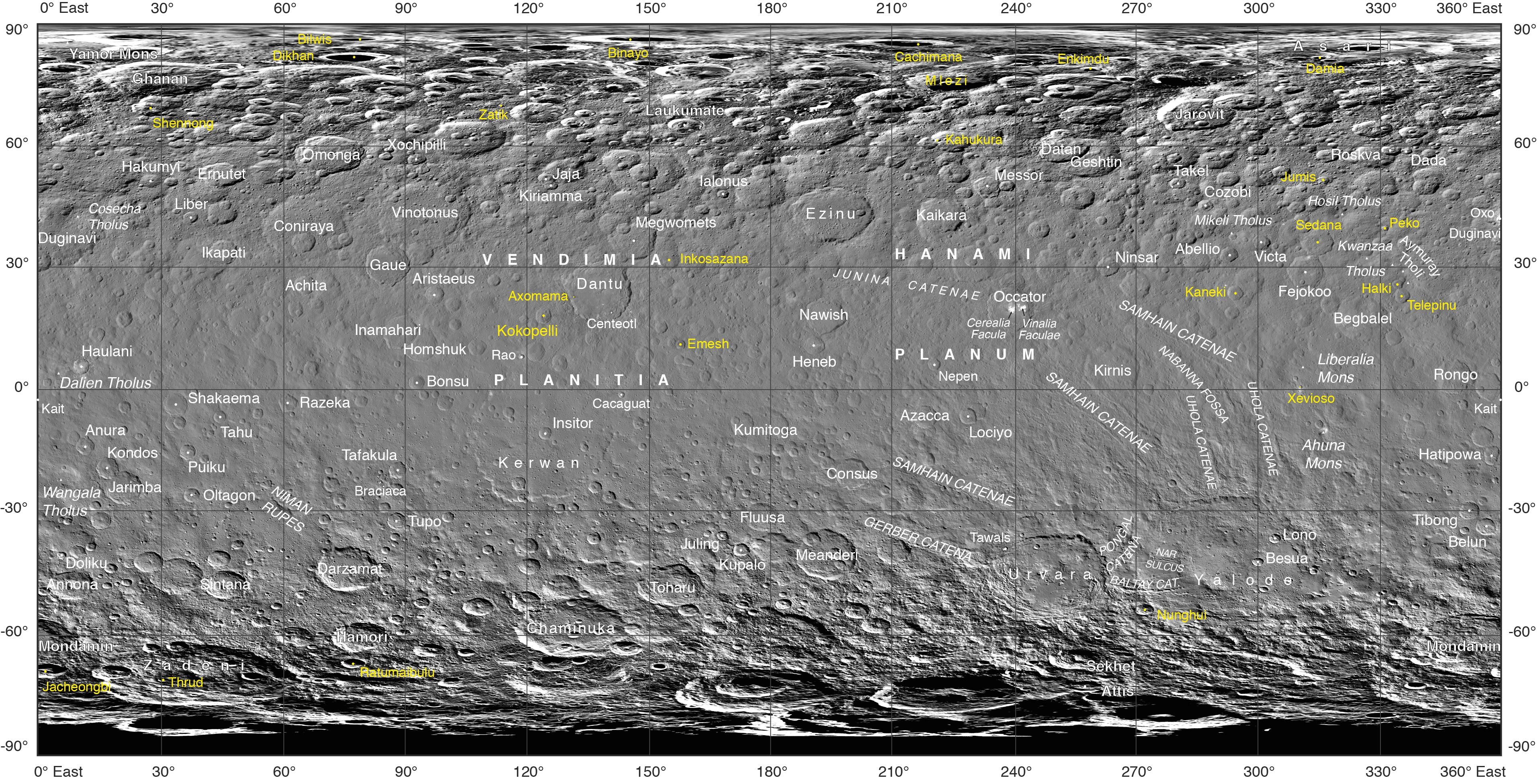
Nomenclatura oficială a lui Ceres (septembrie 2017)

Ceres este saturat cu cratere. Multe au o groapă centrală sau un punct luminos.
În primul lot de 17 denumiri aprobate de IAU, craterele la nord de 20° latitudine nordică aveau nume care încep cu A – G (cu Asari fiind cel mai nordic), cele cuprinse între 20° latitudine nordică și sudică începând cu H – R și cele mai la sud începând cu S – Z (cu Zadeni fiind cel mai sudic).
| Formă de relief | Numită după | Diametru (km) | Imagine |
| --------------- | --- | ------------- | ------- |
| Abellio         | Abellio, zeul gaul (celtic) al mărului | 32            |         |
| Achita          | Achita, un zeu Tiv al agriculturii | 40            |         |
| Annona          | Annona, zeița romană a culturilor și a recoltei | 60            |         |
| Anura           | Anura, un spirit Arawak (Guyana) al semințelor de tutun                                                                                                   | 37            |         |
| Aristaeus       | Aristaeus, zeul grec al agriculturii | 35.8          |         |
| Asari           | Asari, un zeu asirian al agriculturii | 56            |         |
| Attis           | Attis, zeul grec și frigian al vegetației și al fertilității                                                                                              | 22            |         |
| Axomama         | Axomamma, o zeiță incașă a cartofilor | 5             |         |
| Azacca          | Azaka Medeh, loa de agricultură haitiană | 49.91         |         |
| Begbalel        | Bagbalel, un gardian Yapez al câmpurilor de taro care controlează randamentul culturilor                                                                  | 102           |         |
| Belun           | Belun, un zeu belarus al câmpurilor | 36.04         |         |
| Besua           | Besuā, un zeu egiptean minor al cerealelor | 17            |         |
| Bilwis          | Bilwis, un spirt de porumb german | 7             |         |
| Binayo          | Binayo, un spirit feminin Mangyan, îngrijitor de băuturi spirtoase de orez                                                                                | 16            |         |
| Bonsu           | Bonsu, un zeu Batek care veghează asupra fructelor și florilor                                                                                            | 31            |         |
| Braciaca        | în mitologia celtică zeul malțului | 8             |         |
| Cacaguat        | Zeul nicaraguan al cacaoăi | 13.6          |         |
| Centeotl        | Centeotl, zeul aztec al porumbului și agriculturii | 6             |         |
| Chaminuka       | Spiritul Shona (Zimbabwe) care furnizează ploi în perioadele de secetă                                                                                    | 122           |         |
| Coniraya        | Spiritul Shona (Zimbabwe) care furnizează ploi în perioadele de secetă                                                                                    | 135           |         |
| Consus          | Consus, vechiul zeu agricol roman care veghea asupra recoltei recoltate și depozitate                                                                     | 64            |         |
| Cozobi          | Cozobi, Zapotec (Sudul Mexicului) zeul porumbului și al hranei abundente                                                                                  | 24            |         |
| Dada            | Zeul nigerian al legumelor | 12            |         |
| Damia           | Zeița greacă a lanurilor de porumb și a culturilor | 7             |         |
| Dantu           | Dantu, zeul Ga asociat cu plantarea cerealelor | 126           |         |
| Darzamat        | Dārza māte; Zeitate letonă, „mama grădinii” | 92            |         |
| Datan           | Zeul polonez al lucrării solului | 60            |         |
| Dikhan          | Dikhan baba; Zeitatea kazahă pre-islamică a agriculturii                                                                                                  | 21            |         |
| Doliku          | Dahomeyan (Benin), zeul câmpurilor | 15            |         |
| Duginavi        | Kogi (nordul Columbiei) zeu care i-a învățat pe oameni agricultura                                                                                        | 155           |         |
| Emesh           | Zeul sumerian al vegetației și agriculturii | 20            |         |
| Enkimdu         | zeul sumerian al agriculturii | 9             |         |
| Ernutet         | Ernutet, zeița egipteană cu cap de cobră a recoltei | 53.4          |         |
| Ezinu           | Zeița sumeriană a cerealelor | 116           |         |
| Fejokoo         | Zeitatea Aboh (Igbo) care a furnizat ignamele | 68            |         |
| Fluusa          | Oscan (sudul Italiei antice) zeița florilor, omologul zeiței romane Flora.                                                                                | 60            |         |
| Gaue            | Zeiță germanică căreia i se fac ofrande pentru recolta de secară                                                                                          | 80            |         |
| Geshtin         | Zeița sumeriană a viței de vie și a vinului | 80            |         |
| Ghanan          | Chanan, zeul Tzeltal al porumbului | 68            |         |
| Hakumyi         | Spiritul paraguayan, brazilian și bolivian util în grădinărit                                                                                             | 29.2          |         |
| Hamori          | Zeu japonez, protector al frunzelor copacilor | 60            |         |
| Hatipowa        | Zeul indian al agriculturii | 40            |         |
| Haulani         | Hau-lani, zeița hawaiană a plantelor | 34            |         |
| Heneb           | Zeul egiptean timpuriu al cerealelor, fructelor, legumelor și viilor                                                                                      | 39            |         |
| Homshuk         | Sierra Popoluca (Sudul Mexicului) spirit al porumbului | 70            |         |
| Ialonus         | Ialonus, zeul celtic (britanic) al câmpului cultivat și al pajiștilor                                                                                     | 16.5          |         |
| Ikapati         | Lakapati sau Ikapati, zeița tagalog a pământurilor cultivate                                                                                              | 50            |         |
| Inamahari       | Unul dintr-o pereche (bărbat și femeie) de zeități Siouan (Carolina de Sud, poate Catawba) invocate pentru succes la sezonul de semănat                   | 68            |         |
| Inkosazana      | Inkosazana, zeița agrculturală Zulu | 40            |         |
| Insitor         | Insitor, zeu ajutător al lui Ceres și zeitate agricolă romană însărcinată cu semănarea                                                                    | 26            |         |
| Jacheongbi      | Jacheongbi, zeița coreeană a agriculturii din Jeju despre care se spune că a adus 5 semințe pe insulă                                                     | 31            |         |
| Jaja            | Zeița abhază a recoltei | 22            |         |
| Jarimba         | Yarimba, zeul Antakirinya (Australia) al florilor și fructelor                                                                                            | 69            |         |
| Jarovit         | Jarovit (Yarovit), zeul proto-slav al fertilității și al recoltei, care coboară în lumea de apoi după fiecare recoltă și se întoarce în fiecare primăvară | 66            |         |
| Juling          | Orang Asli (Malaezia) spiritul culturilor | 20            |         |
| Jumis           | Jumis, zeul leton al fertilității câmpului. |               |         |
| Kahukura        | Kahukura, zeul maori al culturilor de kumara (cartofi dulci).                                                                                             | 6.3           |         |
| Kaikara         | Konjo și Banyoro (Uganda) zeița recoltei | 72            |         |
| Kait            | Zeița hattică a cerealelor (Asia Mică). Definește longitudinea de zero grade pe Ceres                                                                     | 0.4           |         |
| Kaneki          | Zeul micronezian (Pohnpei/Insula Ponape, Insulele Caroline) zeul palmierului de cocos                                                                     | 31.5          |         |
| Kerwan          | Spiritul Hopi al porumbului încolțit | 280           |         |
| Kiriamma        | Veddan (Sri Lanka) zeiță și furnizor de hrană („mama laptelui”)                                                                                           | 18.7          |         |
| Kirnis          | Kirnis, spirit lituanian și gardian al cireșilor | 115           |         |
| Kokopelli       | Zeitate Pueblo a fertilității populației care conduce agricultura                                                                                         | 34            |         |
| Kondos          | Zeitate agricolă finlandeză | 44            |         |
| Kumitoga        | Kumitoga (Kumitonga), zeița tuamotuană a rogojinelor și una dintre cele trei zeițe ale vieții vegetale                                                    | 96            |         |
| Kupalo          | Zeul rus (slav) al vegetației și al recoltei | 26            |         |
| Laukumate       | Spiritul leton, „mama câmpurilor” | 29.7          |         |
| Liber           | Liber, zeul roman al agriculturii | 23            |         |
| Lociyo          | Zeitate zapotecă (Mexic) căreia i se face o ceremonie atunci când prima plantă de ardei iute este tăiată                                                  | 37.8          |         |
| Lono            | Lono, zeul hawaian al agriculturii | 20            |         |
| Meanderi        | Lono, zeul hawaian al agriculturii | 103           |         |
| Megwomets       | Yurok (California) zeul pitic al ghindei și distribuitor al abundenței vegetale                                                                           |               |         |
| Messor          | Messor, zeul ajutător al lui Ceres și zeul roman al recoltei, al tăierii boabelor                                                                         | 40            |         |
| Mlezi           | Numele zeului Tilo ca „Dător de hrană” (triburile Tonga din Malawi și Zambia)                                                                             | 41.5          |         |
| Mondamin        | Zeul porumbului Ojibwe (zona Lacului Superior, Canada și Statele Unite)                                                                                   | 126           |         |
| Nawish          | Gardianul Acoma al câmpului | 77            |         |
| Nepen           | Zeul egiptean al ploii | 26.4          |         |
| Ninsar          | Ninsar, zeița sumeriană a plantelor și vegetației | 40            |         |
| Nunghui         | Spirit Canelos Quichua (Ecuador) feminin al solului de grădină și al argilei ceramice                                                                     | 22            |         |
| Occator         | Occator, zeul ajutător al lui Ceres și zeitatea agricolă romană a grapei.                                                                                 | 92            |         |
| Oltagon         | Zeița agriculturii filipineză | 28            |         |
| Omonga          | Spirit de orez Mori (Tomori) care locuiește în Lună | 77            |         |
| Oxo             | zeul Candomblé (și yoruba) al agriculturii | 10            |         |
| Peko            | Zeul fertilității Seto (sud-estul Estoniei) | 11            |         |
| Piuku           | Zeul maniocului Carib (râul Barama, Guyana) | 31            |         |
| Rao             | Carib (râul Barama, Guyana) zeul maniocului | 12            |         |
| Ratumaibulu     | Zeul șarpe din Fiji al agriculturii și al lumii de apoi                                                                                                   | 20            |         |
| Razeka          | Zeul tribal arab adorat ca furnizor de hrană | 38.38         |         |
| Rongo           | Rongo, zeul maori al cultivării | 68            |         |
| Roskva          | Zeiță teutonă care simbolizează câmpurile coapte ale recoltei                                                                                             | 22            |         |
| Sekhet          | Numele egiptean al lui Isis ca zeiță a terenurilor cultivate și a câmpurilor                                                                              | 41            |         |
| Shakaema        | Shakaëma, Jivaro (Ecuador și Peru) zeul vegetației invocat în plantarea și cultivarea bananelor                                                           | 49            |         |
| Shennong        | Shen Nong, zeitatea chineză a agriculturii cu cap de bivol                                                                                                | 32.5          |         |
| Sintana         | Zeitate Kogi care a produs pământ negru fertil | 61            |         |
| Tahu            | personificarea Maori (Noua Zeelandă) a tuturor alimentelor                                                                                                | 25            |         |
| Tafakula        | Maori (Noua Zeelandă) personificarea tuturor alimentelor                                                                                                  | 34            |         |
| Takel           | Yak Takel, zeița Semang a recoltei de tuberculi | 21            |         |
| Tawals          | Zeul polonez al câmpurilor și al aratului | 8.8           |         |
| Telepinu        | zeul hitit al fertilității și al vegetației | 31            |         |
| Thrud           | Zeiță scandinavă care „semnifică sămânța” | 7.8           |         |
| Tibong          | Spirit Land Dayak (Borneo) răuvoitor care devorează și epuizează orezul                                                                                   | 37            |         |
| Toharu          | Zeul Pawnee al hranei și al vegetației | 87            |         |
| Tupo            | Un zeu obscur al dezordinei Mangarevan (poate la fel ca Tu sau Tupa), implicat în plantarea turmericului                                                  | 37            |         |
| Urvara          | Vechea zeitate titulară a plantelor (iraniană) și a câmpurilor fertile (indiană)                                                                          | 163           |         |
| Victa           | Zeița romană a hranei și a hrănirii | 30            |         |
| Vinotonus       | zeul britonic (celtic) al viței de vie (vin) | 140           |         |
| Xevioso         | Zeul Fon (Benin/Dahomey) al tunetului și al fertilității                                                                                                  | 8.5           |         |
| Xochipilli      | Xochipilli, zeul aztec al fertilității asociat cu porumb și flori; patron al muzicii și dansului                                                          | 22.7          |         |
| Yalode          | Zeiță dahomeyană venerată de femei la ritualurile recoltei                                                                                                | 260           |         |
| Zadeni          | Zadeni, vechiul zeu georgian al recoltelor abundente | 129.28        |         |
| Zatik           | Zeul armean al fertilității și al vegetației | 4             |         |

## Faculae (puncte luminoase)
Câteva dintre cele mai strălucitoare faculae au fost numerotate în timpul apropierii navei spațiale Dawn.
| Formă de relief | Numită după                                                 | Număr | Locație                   | Imagine |
| --------------- | ----------------------------------------------------------- | ----- | ------------------------- | ------- |
| Cerealia Facula | Cerealia, festivalul roman antic al zeiței cerealelor Ceres | 5     | Craterul Occator (centru) |         |
| Pasola Facula   | Pasola, festivalul de plantare a orezului pe insula Sumba   | 5     | Craterul Occator (centru) |         |
| Vinalia Faculae | Vinalia, festivalurile vinului roman                        | 5     | Craterul Occator (est)    |         |

| Număr | Locație                            | Imagine |
| ----- | ---------------------------------- | ------- |
| 1     | Haulani facula                     |         |
| 2     | Dantu faculae                      |         |
| 3     | Kupalo facula                      |         |
| 4     | Probabil la sud de craterul Nawish |         |

## Fossae
| Formă de relief | Numită după                                               | Diametru (km) | Imagine |
| --------------- | --------------------------------------------------------- | ------------- | ------- |
| Nabanna Fossa   | Nabanna, festivalul recoltei bengaleze pentru „noul orez” | 168           |         |

## Labes
| Formă de relief | Numită după                            | Diametru (km) | Imagine |
| --------------- | -------------------------------------- | ------------- | ------- |
| Dankdag Labes   | Dankdag, ziua olandeză a recunoștinței | 23.5          |         |
| Onam Labes      | Onam, festivalul recoltei în Kerala    | 4.8           |         |
| Sukkot Labes    | Sukkot, festivalul evreiesc de toamnă  | 11            |         |

## Labyrinthus
| Formă de relief   | Numită după                              | Diametru (km) | Imagine |
| ----------------- | ---------------------------------------- | ------------- | ------- |
| Labirint Makahiki | Makahiki, festivalul recoltei din Hawaii | 22            |         |

## Montes
| Formă de relief | Numită după | Diametru (km) | Imagine |
| --------------- | --- | ------------- | ------- |
| Ahuna Mons      | Ahuna, festivalul tradițional de după recoltare Sumi ( Nagaland, nord-estul Indiei ), care semnifică celebrarea mulțumirii recoltei sezonului                       | 20            |         |
| Liberalia Mons  | Liberalia, veche sărbătoare romană în cinstea lui Liber și Libera, zeități ale viței de vie, venerate împreună cu Ceres ca zei ai fertilității, ținută pe 17 martie | 90            |         |
| Yamor Mons      | Yamor, un festival ecuadorean al porumbului | 17            |         |

## Plana
| Formă de relief | Numită după                                     | Diametru (km) | Imagine |
| --------------- | ----------------------------------------------- | ------------- | ------- |
| Hanami Planum   | Hanami, festivalul japonez al florilor de cireș | 555           |         |

## Planitiae
Cele trei planitiae pot fi cratere mari și în mare parte șterse.
| Formă de relief   | Numită după | Diametru (km) | Imagine |
| ----------------- | --- | ------------- | ------- |
| Vendimia Planitia | Festivalul de recoltare a strugurilor Fiesta Nacional de la Vendimia din Mendoza, Argentina, în prima săptămână a lunii martie, unul dintre cele mai importante festivaluri din țară | 800           |         |

## Regiones
| Formă de relief | Numită după                    | Diametru (km) | Imagine |
| --------------- | ------------------------------ | ------------- | ------- |
| Homowo Regio    | Homowo, festivalul recoltei Ga | 360           |         |

## Rupēs
| Formă de relief | Numită după | Diametru (km) | Imagine |
| --------------- | --- | ------------- | ------- |
| Niman Rupes     | Ritual Hopi ( sud-vestul Statelor Unite ) care încheie sezonul kachina (ființe spirituale), sărbătorind întoarcerea kachinelor la casa lor spirituală în iulie și rolul lor în înflorirea vieții vegetale | 45            |         |

## Sulci
| Formă de relief | Numită după | Diametru (km) | Imagine |
| --------------- | --- | ------------- | ------- |
| Nar Sulcus      | Festivalul azer al recoltei rodiei, desfășurat în octombrie–noiembrie în Goychay, centrul cultivării rodiei din țară | 63            |         |

## Tholi
| Formă de relief | Numită după | Diametru (km) | Imagine |
| --------------- | --- | ------------- | ------- |
| Aymuray Tholi   | Festivalul recoltei Quechua ( Peru ) în luna mai, adică „cântecul recoltei”                                                                                          | 81            |         |
| Bagach Tholus   | Festivalul recoltei din Belarus care are loc pe 21 septembrie | 4.3           |         |
| Cerealia Tholus | Festivalul major din Roma Antică pentru a celebra zeița cerealelor Ceres (8 zile de la mijlocul până la sfârșitul lunii aprilie)                                     | 3.2           |         |
| Cosecha Tholus  | Festivalul recoltei columbian ( Fiestas de la Cosecha ), desfășurat în august la Pereira                                                                             | 50            |         |
| Dalien Tholus   | Bon Dalien, festival khmer ( cambodgian ) la sfârșitul recoltei de orez (ianuarie- februarie)                                                                        | 22            |         |
| Hosil Tholus    | Hosil bayrami, festivalul recoltării bumbacului uzbek (Asia Centrală)                                                                                                | 31            |         |
| Kekri Tholus    | Kekri, un festival finlandez care se desfășoară în prima sâmbătă a lunii noiembrie.                                                                                  | 4.6           |         |
| Kwanzaa Tholus  | Kwanzaa, festival afro-american bazat pe vechile festivaluri africane ale recoltei (din 26 decembrie până în 1 ianuarie)                                             | 48            |         |
| Lohri Tholus    | Lohri, festivalul recoltei punjab de pe 13 ianuarie. | 3.8           |         |
| Lughnasa Tholus | Festivalul celtic al recoltei celebrat în mod tradițional pe 1 august                                                                                                | 35,87         |         |
| Mikeli Tholus   | Miķeļi, festivalul leton al recoltei desfășurat la sfârșitul lunii septembrie ( echinocțiul de toamnă)                                                               | 37            |         |
| Wangala Tholus  | Poporul Garo (statele Meghalaya și Assam, nord-estul Indiei și Bangladesh ) festival de trei zile după recoltare care marchează sfârșitul anului agricol (noiembrie) | 50            |         |